# 澜石
澜石，位于中国广东省佛山市，邻近顺德，人口约14万，其中外来人口10万。澜石原为佛山市的镇级建制，2003年9月撤镇设为街道办，隶属禅城区。
曾出土过新石器貝丘遺址和东漢墓葬。
地铁澜石站为广佛地铁二期正在建设的一个车站，位于佛山市禅城区澜石镇，将于2015年开通。實際開通日期為2016年7月18日，車站整個空間明亮有4G訊號；廣佛線二期工程是佛山市實施城市升級的重點項目，是佛山成為珠三角最具競爭力強市的重要建設。